# Darth Plagueis
Hego Damask conegut com a Darth Plagueis el Savi és un personatge fictici de l'univers Star Wars. Va ser el Sith més poderós de tots els temps i mestre de Darth Sidious (Palpatine).

## Biografia
Darth Plagueis era un Senyor Fosc dels Sith. Segons la llegenda, era tan poderós que va aprendre a utilitzar els midiclorians per a prevenir la mort dels seus sers estimats i crear vida, entre altres coses. Era excessivament previngut, tenia molt de poder i l'única cosa que temia era perdre'l; per això li va ensenyar tot el que sabia al seu alumne Darth Sidious, a excepció de l'habilitat per a crear i mantenir la vida. El seu aprenent, en haver obtingut quasi tot el seu coneixement, el va trair i el va matar mentre dormia.
Es desconeix si Darth Plagueis tenia previst ensenyar-li a Darth Sidious les seues tècniques secretes i Palpatine el va matar abans o bé si mai va tenir previst fer-ho. No obstant això, cal notar que Palpatine mostra en l'univers expandit l'habilitat per a controlar la seua ànima perfectament i posseir cossos d'altres persones i clons de si mateix, ja que Darth Plagueis també cercava la manera de preservar la vida inclusivament si el cos és destruït. No seria estrany que aquesta rara tècnica i única pel que sembla va ser una de les quals va aprendre del seu mestre, malgrat no haver pogut aprendre el secret per a mantenir i crear vida.
S'esmenta en la pel·lícula La venjança dels Sith, en una escena on Sidious li explica a Anakin el destí cruel de Darth Plagueis. També és esmentat en la novel·la El laberint del mal, en el llibre de Darth Plagueis i en el primer episodi de Star Wars per Qui-Gon Jinn quan li comenta a Yoda sobre Anakin. En cas que Darth Plagueis haguera creat a Anakin, açò ens donaria el motiu de per què Palpatine mataria al seu mestre sense haver adquirit els secrets del llegendari Sith, doncs en haver creat a un ser superior en tots els aspectes al seu aprenent, Palpatine temeria per la seua vida i també se sentiria traït pel seu mestre, així que ho va matar abans que el seu mestre ho fera. Tampoc se sap si el seu mestre va intentar matar-ho a ell.
Segons el llibre "Darth Plagueis" el seu nom real era Hego Damask, cap del Clan Bancari, alienígena de raça Muun, va ser entrenat per un alienígena de raça bith anomenat Darth Tenebrous, i va ser assassinat quan ja no tenia més que aprendre d'ell, el seu mestre creia en la ciència i no li veia a Darth Plagueis la capacitat suficient per a ser el pròxim Mestre Sith, segons li va confessar en el seu llit de mort.
 El pla original de Plagueis era el domini de la galàxia, es va posar a realitzar cursos d'acció que li facilitaren el pla i així eliminar els possibles elements forts en la força no identificats pels Jedis, donant així amb Darth Sidious amb menys de 21 anys, prenent-ho com a aprenent i entrenant-ho i usant la seua habilitat política i el seu carisma fins a fer-ho arribar com a Canceller principal de la república. Darth Plagueis per a aquest punt ja tenia ple control dels midiclorians i, 8 anys abans de l'elecció de Palpatine, havia convocat per força perquè li manaren un enviat, un ser creat per la mateixa Força. Es desconeix amb certesa si va ser per ordre de Plagueis o si la força simplement va crear a Anakin com a resposta als temps foscos que s'acostaven. Coneixedor que l'orde Jedi estava caduca, va entrenar al Sith més sinistre de la seua era, el qual ja havia pres com a aprenenta 20 anys abans al Zabrak anomenat després Darth Maul, infringint la Regla de 2 dels Sith.
Celebrant l'elecció de Palpatine, es va confiar i va ser embriagat per Darth Sidious, el qual aprofitant que després de 20 anys es permetia un descans, l'assassinà aplicant els rajos Sith, morint lentament. Darth Plagueis va estar convençut de la lleialtat de Darth Sidious i fins i tot deia que amb la mort del seu mestre Darth Tenebrous la regla de Darth Bane d'un deixeble i un mestre havia caducat. Darth Sidious el va matar aprofitant la guàrdia baixa i li va demostrar que eixa regla no acabaria mai, a més ja no tenia més que aprendre, els coneixements per a influir en la vida Darth Plagueis els va portar a la tomba, sent aqueixa la seua tragèdia: Darth Plagueis, el Savi, podia salvar vides alienes, menys la seua. Darth Sidious considerava que Plagueis va ser el seu professor però no el seu mestre i que malgrat el seu increïble poder, s'havia apartat del pla original Sith de domini de la galàxia, i s'havia preocupat en ell mateix i la seua cerca de la immortalitat.

## Poders i habilitats
Poc se sap d'aquest Lord Fosc dels Sith, de les seues habilitats amb l'espasa làser i els seus poders de la Força, no obstant això és necessari fer notar que el fet que Palpatine l'haguera matat mentre dormia, evitant així un enfrontament, podria ser prova del seu gran poder. Segons el llibre Darth Plagueis, era letal com tot Lord Fosc dels Sith, no obstant això, els nous Sith ja no cercaven el domini del rival per mitjà de les habilitats físiques, sinó per mitjà de la confusió, de la seducció, i de l'ús de la força. Les acrobàcies Jedis i fins i tot l'ús de l'esgrima els semblaven anacrònics. La manera d'atac i domini de la galàxia no anava a ser per mitjà d'exèrcits de Sith, sinó per mitjà de corrupció i de tornar caduc el sistema de la república Galàctica. En aquest sentit Darth Plagueis considerava a Darth Sidious superior en l'art de convenciment i un igual en l'ús de la força, encara que inferior en el tema de tornar a la vida. Malgrat l'extraordinària habilitat de Darth Maul ho considerava una reculada en l'àmbit Sith.
No obstant això, prova de l'increïble i llegendari poder de Darth Plagueis és sens dubte l'habilitat que tenia per a mantenir la vida influenciant els Midiclorians; és un poder que no s'ha vist mai abans ni després de Plagueis en cap Jedi o Sith.
Per a crear vida en l'univers Star Wars han de crear-se midiclorians que mantinguen aquesta en l'ésser viu, recordant que són els midiclorians els que donen el poder en el Jedi o Sith. Qualsevol persona entrenada per a usar la Força sap que Plagueis tindria un potencial infinit de poder, fins i tot més enllà que el d'Anakin, que estava limitat per una quantitat finita de Midiclorians (20.000), i fins i tot del llegendari cristall Kaiburr que si bé augmentava el poder de la Força en un per mil vegades, seria inferior al poder de Plagueis, ja que a causa que aquest manipulava els Midiclorians podria augmentar-los en punts com es necessitara, per tant va ser el Sith més poderós de tots els temps.